# آن س. ويتمان
آن س. ويتمان (بالإنجليزية: Ann C. Whitman)‏ هي أمينة سر أمريكية، ولدت في 11 يونيو 1908 في بيري في الولايات المتحدة، وتوفيت في 15 أكتوبر 1991 في كليرواتر في الولايات المتحدة.